# Sedowo (Kaliningrad)
Sedowo (russisch Седово, deutsch Charlottenthal, Kreis Friedland/Bartenstein) ist ein Ort in der russischen Oblast Kaliningrad (Gebiet Königsberg (Preußen)) und gehört zur Domnowskoje selskoje posselenije (Landgemeinde Domnowo (Domnau)) im Rajon Prawdinsk (Kreis Friedland (Ostpr.)).

## Geographische Lage
Sedowo liegt zwei Kilometer südwestlich von Domnowo (Domnau) an einer Nebenstraße, die die beiden heutigen Rajonshauptstädte und ehemaligen Kreisstädte Prawdinsk (Friedland) und Bagrationowsk (Preußisch Eylau) miteinander verbindet. Bis 1945 war Domnau die nächste Bahnstation und lag an der Strecke von Königsberg (heute russisch: Kaliningrad) nach Angerburg (heute polnisch: Węgorzewo), die nicht mehr in Betrieb ist.

## Geschichte
Vor 1945 war das damals Charlottenthal genannte kleine Gutsdorf wie auch Birkenhof (russisch: Kustaminowa), Domnaushöfchen, Domnauswalde (Galkino) und Powayen ein Ortsteil der Stadt Domnau (Domnowo) und mit deren Geschichte aufs Engste verbunden. Sie gehörte zum 1927 in Landkreis Bartenstein (Ostpr.) umbenannten Kreis Friedland im Regierungsbezirk Königsberg der preußischen Provinz Ostpreußen.
1945 kam Charlottenthal mit dem nördlichen Ostpreußen zur Sowjetunion und erhielt 1950 die Bezeichnung „Sedowo“. Auch danach blieb die Verbindung von Sedowo nach Domnowo erhalten: bis 2009 war der Ort in den Domnowski sowjet (Dorfsowjet Domnowo) eingegliedert und ist seither aufgrund einer Struktur- und Verwaltungsreform eine als „Siedlung“ (russisch: possjolok) eingestufte Ortschaft innerhalb der Domnowskoje selskoje posselenije (Landgemeinde Domnowo) im Rajon Prawdinsk.

## Kirche
Auch kirchliche bestand vor 1945 eine enge Bindung an Domnau und besteht heute auch noch nach Domnowo. Aufgrund seiner fast ausschließlich evangelischen Bevölkerung gehörte Domnau bis 1945 zum Kirchspiel Domnau im Kirchenkreis Friedland (heute russisch: Prawdinsk), danach Kirchenkreis Bartenstein (heute polnisch: Bartoszyce) in der Kirchenprovinz Ostpreußen der Kirche der Altpreußischen Union.
Heute liegt Sedowo im Einzugsbereich der neu gebildeten evangelisch-lutherischen Kirchengemeinde Domnowo, die ihrerseits eine Filialgemeinde der Auferstehungskirche in Kaliningrad (Königsberg) ist und zur Propstei Kaliningrad in der Evangelisch-lutherischen Kirche Europäisches Russland (ELKER) gehört.